# Эксперимент по изучению влияния стилей лидерства на поведение в группе
Эксперимент по изучению влияния стилей лидерства на поведение в группе — социально-психологический эксперимент, проведенный в 1939 году под руководством Курта Левина, Р. Липпита и Р. Уайта в школе групповой динамики для изучения влияния стилей лидерства на поведение в группе.
Курт Левин выделил три стиля лидерства: авторитарный, демократический, попустительский.

## Авторитарный стиль лидерства (директивный)
Такие лидеры всегда четко объясняют людям, что надо делать, к какому времени должно быть выполнено задание и как именно его нужно выполнять. Принимая решения, они практически не учитывают точку зрения других членов группы, в силу чего между ними и теми, кто выполняет распоряжения, часто случаются расхождения во взглядах.
При таком стиле лидерства у людей практически не остается пространства для творчества в процессе принятия решений. Если лидер злоупотребляет своей властью, то его воспринимают как человека, любящего командовать и контролировать, с диктаторскими наклонностями.
Авторитарное лидерство больше всего подходит для тех случаев, когда лидер, безусловно, самый знающий и квалифицированный член команды или у группы нет времени для совместной выработки решения. Кроме того, перейти с авторитарного стиля лидерства на демократический намного труднее, чем с демократического на авторитарный.

## Демократический стиль лидерства (коллегиальный)
Демократические лидеры активно участвуют в деятельности групп, позволяют другим членам выражать свою точку зрения и предлагают им помощь и руководство. Общение в дружеском тоне, похвала и порицание даются в форме советов.
Все члены группы участвуют в принятии решений и вовлечены в процесс, что может способствовать повышению их креативности.

## Попустительский стиль лидерства (анархичный)
Лидер с таким стилем ведет себя пассивно, перекладывая все решения на плечи членов своей группы.
Считается, что этот стиль лидерства наименее эффективен. Лидер не сотрудничает с группой и не дает указаний, держится в стороне. Тем не менее, такое лидерство может приносить пользу, если все члены группы имеют высокую квалификацию в какой-то узкой области, но в большинстве случаев оно ведет к низкой мотивации членов команды и нечеткому распределению ролей.

## Описание эксперимента
Основная экспериментальная задача заключалась в том, чтобы установить, каким образом влияют на выполнение групповых действий различные типы лидерства.
Эксперимент был проведен на группе мальчиков-подростков 10-11 лет, которые под руководством взрослых лепили маски из папье-маше. Руководители трех групп (ими являлись взрослые руководители, а не лидеры, стихийно выдвинутые из среды детей) демонстрировали разный стиль лидерства и затем экспериментаторы сравнивали эффективность деятельности трех групп.
В группах провели социометрические тесты, при помощи которых установили лидеров, аутсайдеров, дружеские пары. Экспериментальная работа со всеми группами производилась в одном и том же помещении, поэтому влияние внешней обстановки не могло исказить результаты эксперимента. Кроме того, каждая группа выполняла одинаковое задание.
К каждой группе был прикреплен руководитель, который в течение 7-ми недель осуществлял заданный стиль лидерства. После 7-ми недель назначался другой с другим стилем. Лидеры не работали в одной и той же группе дважды, но каждый провел эксперимент во всех группах. Таким образом, в качестве экспериментальной переменной выступал именно стиль лидерства, а не индивидуальный стиль экспериментатора.
В ходе эксперимента в комнате присутствовали наблюдатели, которые фиксировали:
- Количество актов взаимодействия между членами группы и их лидером, в том числе директивные указания, положительные и отрицательные реакции, особое внимание обращалось на отказ выполнить просьбу либо распоряжение руководителя.
- Осуществлялся поминутный анализ изменений в групповой структуре: фиксировалась деятельность подгрупп, устанавливалось, вызвана ли активность группы лидером или возникла спонтанно, подсчитывался индекс сплоченности каждой подгруппы.
- Фиксировалось накопленное количество значимых действий испытуемых, а также изменения в динамике группы как целого.
- Велась непрерывная стенограмма всех разговоров в группе.[4]

## Результаты эксперимента
- Установление влияние типа лидерства на динамику агрессивного поведения в группе

Низкий уровень агрессивного поведения свойствен авторитарному типу лидерства. Освобождение от авторитарного лидерства и переход к «попустительству» и демократии вызывает резкое нарастание агрессии, уровень которой затем снижается. Переход от «попустительства» к демократии и авторитаризму снижает агрессию.
Для изучения групповых реакций исследователи использовали и тестовые ситуации трех типов: руководитель выходил из помещения, опаздывал к началу занятий и в его отсутствие в помещение заходил «чужой» и критиковал его действия. Таким образом изучался вопрос, как влияет на уровень агрессивности вмешательство «чужого». Эксперимент показал, что вмешательство «чужого» приводит к резкому нарастанию агрессии в «попустительских» и «демократических» группах.
- При авторитарном стиле лидерства было обнаружено, у членов группы не было пространства для творчества в процессе принятия решений
- При демократичном стиле лидерства продуктивность детей снижалась в количественном выражении, чем в командах под руководством авторитарного лидера, однако их вклад был более качественным. Члены группы были более мотивированными и включенными в процесс, что способствовало проявлениям креативности.
- При попустительском стиле лидерства члены группы требовали от своего лидера распоряжений и решений, не умели работать самостоятельно и крайне неохотно и неэффективно трудились сообща.[2]

## Критика эксперимента
Основную критику эксперимент получил из-за неоднозначного применения терминов. В традиции социальной психологии исследуется вопрос именно о стилях лидерства, а не руководства. В эксперименте отсутствует строгость к употреблению этих терминов, что характерно для экспериментов, касающихся этой темы.